# Johann Hertze († 1476)

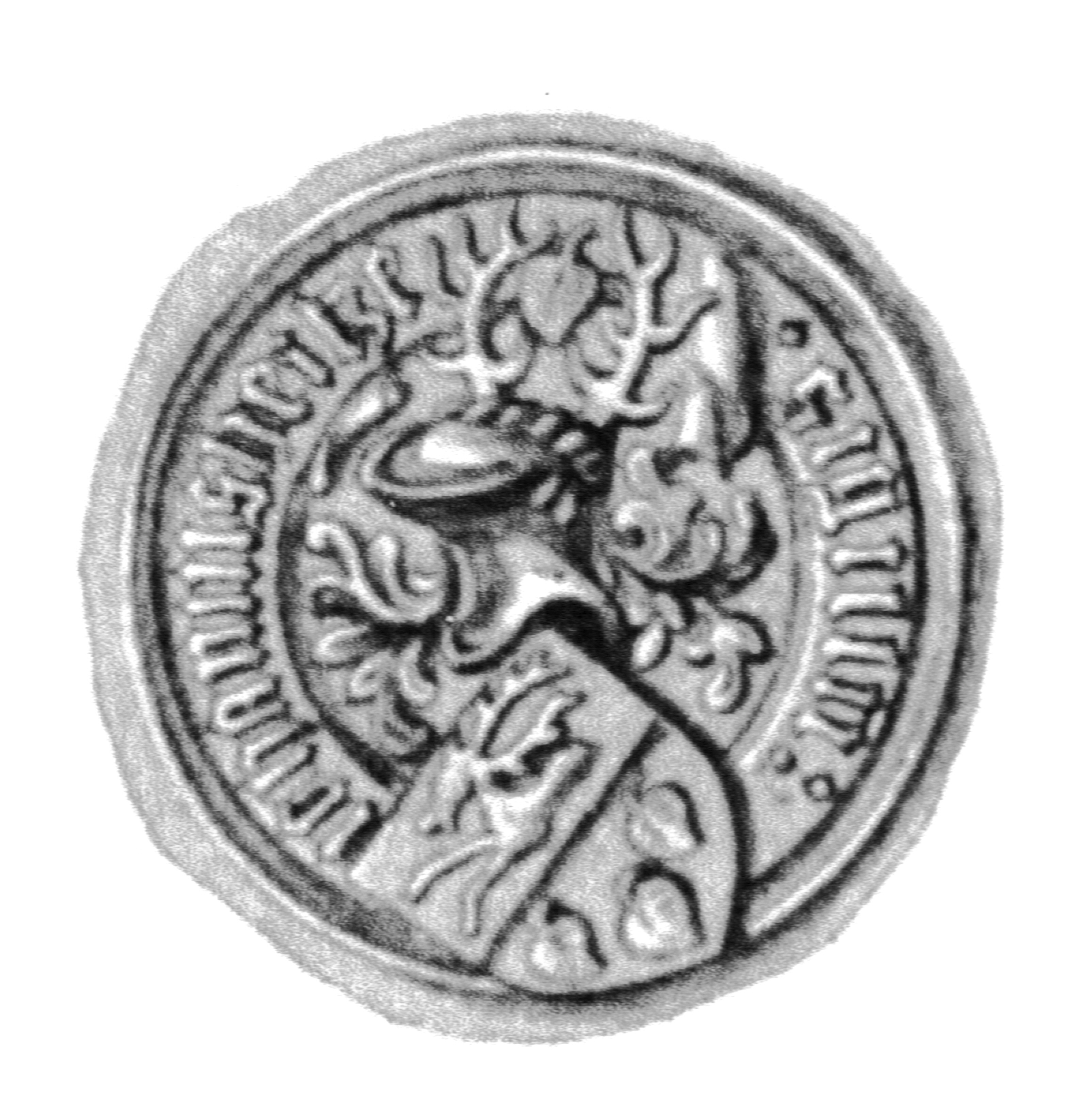
Siegel des Johann Hertze

Johann Hertze (* vor 1420; † 1476) war ein deutscher Rechtswissenschaftler und Ratsherr der Hansestadt Lübeck.

## Leben
Johann Hertze, Sohn eines Lübecker Bürgers, studierte seit 1420 Rechtswissenschaften in Rostock. 1433 bis 1435 war Hertze Sachwalter der Lübecker Interessen am Hofe des Papstes. Als Magister wurde er 1436 nach dem Tod seines Vorgängers Paulus Oldenborch auf einer Gesandtschaftsreise in Kalmar Ratssekretär als Protonotar in Lübeck bis zur Amtsniederlegung 1454. Hertze war 1460 bis 1476 Ratsherr in Lübeck. Er war als Chronist Verfasser eines Teils der lübischen Ratschronik (Abschnitt bis zum Jahr 1469); als Vorlage für die erste Zeit diente ihm die lateinische „Chronica novella“ von Hermann Korner. Hertze gehört zu den Mitstifter der Marientiden-Kapelle der Lübecker Marienkirche und war seit 1465 Mitglied der patrizischen Zirkelgesellschaft in Lübeck. Er bewohnte das Haus Königstraße 4 in Lübeck.
Der Lübecker Bürgermeister Johann Hertze war sein Sohn.

## Schriften
- Lübecker Ratschronik von 1401–1482,[3] Handschrift, ehemals Stadtbibliothek (Lübeck), Signatur: Lub. 2 (verloren)